# 當間盛夫
當間 盛夫（とうま もりお、1960年 （昭和35年）9月7日 ‐ ）は、日本の政治家。日本維新の会所属の沖縄県議会議員（6期）、県議会会派「無所属の会」代表。那覇市議会議員（1期）、政党そうぞう代表、日本維新の会沖縄県総支部幹事長兼代表代行などを務めた。

## 来歴
沖縄県那覇市出身。沖縄県立豊見城高等学校、阪南大学商学部卒業後、小禄農業協同組合（現：JAおきなわに統合）に就職。1990年1月、合資会社照屋総業などに勤務。
2001年7月8日、第16回那覇市議会議員選挙に当選。
2004年6月6日、第9回沖縄県議会議員選挙当選。以後、4期連続当選。県議会会派「維新の会」を結成。2005年12月、下地幹郎衆議院議員らと「政治団体そうぞう」を結成し政調会長に就任。
2008年6月8日の第10回沖縄県議会議員選挙当選後県議会会派「改革の会」を結成し代表に就任。同年8月11日、下地に代わり政党そうぞう第2代代表に就任。
2010年に台湾を訪問し、二・二八事件の最中に和平島（中国語: 和平島）（事件当時は社寮島）で亡くなった沖縄人漁民を記念する記念碑の設置を基隆市側に要請した。
2012年6月10日の第11回沖縄県議会議員選挙当選後、県議会会派「そうぞう」を結成。8月11日、下地のそうぞう復帰に伴い政党そうぞう代表代行就任。2014年7月28日、政党そうぞう代表に再度就任。
2015年4月、政党そうぞうが維新の党に合流したため維新の党所属となる。2016年の第12回沖縄県議会議員選挙ではおおさか維新の会公認で出馬し、4選。
2020年1月、下地がIR汚職事件で贈賄の疑いが持たれている中国企業から現金を受領したことから日本維新の会を除名されたことを受け、當間ら維新県総支部に所属する地方議員全員が離党する意向を表明し、1月31日に離党届を提出。日本維新の会沖縄県総支部は解散する見通しとなった。第13回沖縄県議会議員選挙では無所属で出馬し、5選。
2023年9月6日、維新は下地の除名処分を事実上撤回したと発表。これを受け同年10月16日に當間は下地と記者会見を開き、當間ら下地に近い10人の沖縄県内の地方議員が維新に入党・復党すると発表。一方で下地自身の復党については否定した。
2024年6月の第14回沖縄県議会議員選挙では復党した日本維新の会から出馬し、6選。